# 澳門歐洲研究學會
澳門歐洲研究學會（葡萄牙語：Instituto de Estudos Europeus de Macau，簡稱IEEM），成立於1995年10月23日，並於1996年2月6日開始運作，是澳門高等教育系統中兩個研究機構之一，其主要目的為架起歐洲和亞太地區的橋梁。
澳門歐洲研究學會目前主要和澳門特別行政區政府、澳門大學、澳門理工大學、澳門基金會、澳門投資貿易促進局以及澳門金融管理局等機構合作，推動澳門與歐洲文化交流。

## 沿革
澳門歐洲研究學會之成立，可源始於1992年澳門與歐盟正式建立關係。隨雙方簽訂貿易與合作協議，歐盟與澳門亦開展多個合作項目，其中設立澳門歐洲研究學會乃是項目之一。1995年10月23日，澳門歐洲研究學會正式成立，並於1996年2月6日開始運作。

## 主要職責
- 公佈有關歐洲的重大信息
- 搜集、處理和公佈關於歐洲的信息和研究報告
- 向歐洲各國宣揚以中國大陸和澳門為主的亞太區域發展模式
- 與相關領域的國際機構合作
- 提供高級官員培訓課程[3]

## 地址
澳門東望洋斜巷6號

## 外部連結
- 澳門歐洲研究學會 （页面存档备份，存于）